# Dicranomyia (Dicranomyia) perexcelsior
Dicranomyia (Dicranomyia) perexcelsior is een tweevleugelige uit de familie steltmuggen (Limoniidae). De soort komt voor in het Neotropisch gebied.